# Subir Banerjee
Subir Kumar Banerjee (* 19. Februar 1938 in Jamshedpur) ist ein indischer Geophysiker.
Banerjee studierte an der University of Calcutta mit dem Bachelor-Abschluss 1956 in Physik, am Indian Institute of Technology mit dem Master-Abschluss 1959 und der University of Cambridge, an der er 1963 in Geophysik promoviert wurde. Danach forschte er an den Mullard Research Laboratories in Redhill in England über Ferrite und danach an der University of Newcastle, an der er 1966 bis 1969 Lecturer war. 1967/68 war er bei der Ampex Corporation und an der Stanford University und ab 1969 war er Lecturer an der University of Pennsylvania und im Labor des Franklin Institute in Philadelphia. 1970/71 war er am Lamont-Doherty Earth Observatory. 1971 wurde er Associate Professor und 1974 Professor für Geophysik an der University of Minnesota in Minneapolis. 1990 gründete er dort das Institute for Rock Magnetism (IRM) und war dessen Direktor.
Banerjee befasst sich mit Magnetismus von Gesteinen mit Anwendungen auf Paläomagnetismus und Geomagnetismus. Neben Grundlagenforschung zum Beispiel zur remanenten Magnetisierung von Magnetoxiden in Gesteinen befasste er sich speziell mit paläomagnetischen Daten aus Sedimenten (zum Beispiel aus Seen und Böden) und wandte dies auf archäologische, paläoklimatische und Umwelt-Untersuchungen an. Dazu war er an der Entwicklung rascher Methoden der paläomagnetischen Untersuchung von Böden beteiligt und deren Verwendung in Stratigraphie und Rekonstruktion des Klimas der letzten 150.000 Jahre. Mit Frank D. Stacey schrieb er 1974 ein Standardwerk über Gesteinsmagnetismus.
Er untersuchte auch den Paläomagnetismus von Mondgestein.
Daneben befasst er sich auch mit Geschichte der islamischen Wissenschaften im Mittelalter und hatte auf diesem Gebiet auch eine Adjunct-Professur an seiner Universität.
2004 erhielt er die Louis Néel Medal. Er ist Fellow der American Geophysical Union (AGU) und erhielt 2006 deren John Adam Fleming Medal. 1983 erhielt er einen D. Sc. der Universität Cambridge. Seit 2006 ist er zudem Mitglied der American Academy of Arts and Sciences. 2003 erhielt er den ersten William Gilbert Award der AGU.
1986 bis 1988 war er Präsident der Sektion für Geo- und Paläomagnetismus der American Geophysical Union.

## Schriften
- mit Frank D. Stacey The physical principles of rock magnetism, Elsevier 1974